# Ron Friest
Ronald „Ron“ Friest (* 4. November 1958 in Windsor, Ontario) ist ein ehemaliger kanadischer Eishockeyspieler, der im Verlauf seiner aktiven Karriere zwischen 1976 und 1983 unter anderem 70 Spiele für die Minnesota North Stars in der National Hockey League (NHL) auf der Position des linken Flügelstürmers bestritten hat.

## Karriere
Friest verbrachte seine Juniorenzeit zwischen 1976 und 1978 in der Ontario Major Junior Hockey League (OMJHL). Dort war der linke Flügelstürmer zu Beginn der Saison 1976/77 zunächst für die Niagara Falls Flyers aktiv, ehe er innerhalb der Liga zu den Windsor Spitfires wechselte, wo er bis zum Frühjahr 1978 spielte. Während seiner zwei Spielzeiten in der OMJHL bestritt er 144 Partien, in denen ihm 78 Scorerpunkte gelangen.
Im Sommer 1978 wechselte der 19-Jährige in den Profibereich, nachdem er als ungedrafteter Free Agent einen Vertrag bei den Flint Generals aus der International Hockey League (IHL) erhalten hatte. Friest absolvierte dort 65 Partien, kam im Saisonverlauf sowie im folgenden Spieljahr zudem bei den Oklahoma City Stars in der Central Hockey League (CHL) zum Einsatz. Hauptsächlich war der Kanadier in der Spielzeit 1979/80 für die Baltimore Clippers in der Eastern Hockey League (EHL) aktiv. Vor seiner dritten Profisaison hatte sich Friest über seine Einsatzzeiten bei den Oklahoma City Stars einen Vertrag bei deren Kooperationspartner Minnesota North Stars aus der National Hockey League (NHL) erarbeitet. Der Angreifer spielte nun größtenteils für Oklahoma City, absolvierte im Verlauf des Spieljahres 1980/81 aber zudem vier NHL-Begegnungen für Minnesota. In der folgenden Spielzeit kamen zwölf weitere NHL-Einsätze hinzu, während er nun im Kader des neuen CHL-Farmteam Nashville South Stars stand. Der Offensivspieler wusste in Nashville mit 63 Scorerpunkten in 68 Spielen zu überzeugen, sodass er zur Saison 1982/83 schließlich den festen Sprung in das NHL-Aufgebot der Minnesota North Stars schaffte. Friest bestritt 54 Saisonspiele und punktete dabei 14-mal. Dennoch beendete der 24-Jährige seine Karriere im Sommer 1983 vorzeitig.

## Karrierestatistik
(Legende zur Spielerstatistik: Sp oder GP = absolvierte Spiele; T oder G = erzielte Tore; V oder A = erzielte Assists; Pkt oder Pts = erzielte Scorerpunkte; SM oder PIM = erhaltene Strafminuten; +/− = Plus/Minus-Bilanz; PP = erzielte Überzahltore; SH = erzielte Unterzahltore; GW = erzielte Siegtore; 1 Play-downs/Relegation; Kursiv: Statistik nicht vollständig)